# Gregory Powell a Michael Donovan
Gregory Powell a Michael Donovan jsou fiktivní postavy z povídek amerického spisovatele Isaaca Asimova. Spíše než o robotiky se jedná o zkušební techniky, kteří řeší problémy s některými nesprávně fungujícími roboty. Pracují ve firmě Americká korporace robotů a mechanických lidí (AKRaML, v anglickém originále US Robots and Mechanical Men), testují nové experimentální roboty v různých praktických situacích zejména na planetách či kosmických stanicích (na Zemi jsou roboti oficiálně zakázaní). Powell s Donovanem jsou v podstatě vylepšené postavy Turner a Snead z autorovy dřívější povídky „Kruh kolem Slunce“ (anglicky „Ring Around the Sun“).  Poprvé se objevili v povídce „Rozum“ (anglicky „Reason“). Isaac Asimov je stvořil po vzoru dvou meziplanetárních průzkumníků Pentonovi a Blakeovi z povídek Johna W. Campbella.
Postavy jsou laděny komicky, nicméně také odhalují některé nesrovnalosti při aplikaci tří zákonů robotiky. Zrzavý Michael Donovan je více prchlivý, zatímco kníratý Gregory Powell je větší flegmatik. Oba se nezřídka urážejí a impulzivnější Donovan v povídce „Chyť toho králíka!“ dokonce ve frustraci zničí monitor. Jejich dobrodružství jsou v kontrastu s jinou postavou – dr. Susan Calvinovou, robopsycholožkou ze stejné firmy AKRaML a ženou plně oddanou své práci.

## Povídky
Gregory Powell a Michael Donovan se objevují společně v těchto povídkách:
- „Hra na honěnou“ – oba technici jsou vysláni v roce 2015 na planetu Merkur, aby zjistili, zda bude možné po 10 letech znovu otevřít důlní stanici na slunečné straně. Mike Donovan pošle jediného moderního robota RCHK-13 (pojmenovaného Rychlík) na povrch pro selen, jenž je potřeba do slunečních baterií. Robot se však dlouho nevrací a technici zjistí, že neustále krouží kolem selenového jezírka. Navíc vykazuje známky poškození. Musí tedy vymyslet způsob, jak jej urychleně přivést zpět k normálnímu provozu, protože bez zdroje energie jim hrozí na rozpáleném Merkuru smrt uškvařením.[4]
- „Rozum“ – Mike Donovan a Greg Powell zkompletovali na kosmické stanici moderního robota CHTR-1, který však zpochybňuje jejich autoritu a odmítá se podřítit rozkazům. Robot si vytvořil vlastní náboženství a nevěří logickým argumentům svých zhotovitelů.[5]
- „Chyť toho králíka!“ – tentokrát mají oba zaměstnanci AKRaML problémy s robotem DV-5 „Dave“ na důlní stanici na asteroidu. Tento robot má na starosti ještě dalších 6 jednodušších robotů, jejich společným úkolem je těžba rudy. Když však nejsou pod dozorem, přestávají pracovat a chovají se podivně.[6]
- „Únik“ – dvojice zkušebních techniků Powell a Donovan má otestovat raketu postavenou roboty podle plánů superpočítače zvaného „Mozek“. Když vejdou dovnitř, aby si obhlédli interiér, ani si nevšimnou, že raketa s nimi odstartuje. Poté prodělají první skok hyperprostorem, neboť právě k tomuto účelu byla raketa postavena.[7]

Samotný Michael Donovan se vyskytuje v povídce:
- „První zákon“ – Donovan vypráví v hospodě kolegům stěží uvěřitelnou historku o robotovi série MA, který nereflektoval na první zákon robotiky.[8]

V antologii Foundation's Friends se oba technici objevují v povídce Poula Andersona „Plato's Cave“, a postarší Donovan také v příběhu Harry Harrisona „The Fourth Law of Robotics“.